# Lou Jiahui
Dans ce nom chinois, le nom de famille, Lou, précède le nom personnel.
Pour les articles homonymes, voir Lou.
Lou Jiahui, (chinois : 娄佳惠) née le 26 mai 1991 à Jiaozuo, est une footballeuse internationale chinoise qui a participé aux Jeux olympiques d'été de 2008. Elle joue au poste de milieu de terrain au Wuhan Jianghan University. Elle évolue aussi en sélection nationale. 

## Biographie

### En équipe nationale
Aux Jeux olympiques de 2008 à Pékin, Lou Jiahui a joué son premier tournoi majeur dans l’équipe chinoise. Elle n'avait alors aucune expérience chez les moins de 20 ans et était la plus jeune joueuse de l'équipe. Elle a fait sa première apparition lors du match d'ouverture en tant que remplaçante, rentrant à la 83e minute en remplacement de la buteuse Han Duan, lors d'une victoire 2 à 1 contre la Suède.